# Фелпс (селище, Нью-Йорк)
Фелпс (англ. Phelps) — селище (англ. village) в США, в окрузі Онтаріо штату Нью-Йорк. Населення — 1851 особа (2020).

## Географія
Фелпс розташований за координатами 42°57′29″ пн. ш. 77°3′44″ зх. д. / 42.95806° пн. ш. 77.06222° зх. д. (42.958130, -77.062108).  За даними Бюро перепису населення США в 2010 році селище мало площу 3,04 км², уся площа — суходіл.

## Демографія
Згідно з переписом 2010 року, у селищі мешкало 1989 осіб у 848 домогосподарствах у складі 498 родин. Густота населення становила 655 осіб/км².  Було 880 помешкань (290/км²).
Расовий склад населення:
| - 96,5 % — білих - 0,4 % — корінних американців - 0,4 % — чорних або афроамериканців - 0,4 % — азіатів - 1,0 % — осіб інших рас |

До двох чи більше рас належало 1,4 %. Частка іспаномовних становила 2,4 % від усіх жителів.
За віковим діапазоном населення розподілялося таким чином: 24,2 % — особи молодші 18 років, 59,5 % — особи у віці 18—64 років, 16,3 % — особи у віці 65 років та старші. Медіана віку мешканця становила 40,1 року. На 100 осіб жіночої статі у селищі припадало 93,5 чоловіків;  на 100 жінок у віці від 18 років та старших — 88,0 чоловіків також старших 18 років.
Середній дохід на одне домашнє господарство  становив 62 355 доларів США (медіана — 51 992), а середній дохід на одну сім'ю — 82 765 доларів (медіана — 75 855). Медіана доходів становила 36 607 доларів для чоловіків та 43 209 доларів для жінок. За межею бідності перебувало 11,4 % осіб, у тому числі 13,0 % дітей у віці до 18 років та 1,5 % осіб у віці 65 років та старших.
Цивільне працевлаштоване населення становило 1090 осіб. Основні галузі зайнятості: освіта, охорона здоров'я та соціальна допомога — 29,8 %, виробництво — 18,3 %, роздрібна торгівля — 12,5 %, мистецтво, розваги та відпочинок — 8,5 %.